# Il mondo nuovo (film)
Il mondo nuovo è un film del 1982 diretto da Ettore Scola, tratto dal romanzo La Nuit de Varennes ou l'Impossibile n'est pas français (1982) di Catherine Rihoit. La pellicola venne presentata in concorso al 35º Festival di Cannes.

## Trama
Fa da sfondo alla narrazione l'episodio storico della fuga a Varennes, su cui si innestano vicende di fantasia: a Parigi, nel giugno 1791, lo scrittore libertino Nicolas Edmé Restif de la Bretonne viene informato della partenza, in piena notte da Palazzo Reale, di una misteriosa carrozza. Incuriosito e sospettando che a bordo si trovi niente meno che la famiglia reale in fuga, Restif si lancia al suo inseguimento. Un suo compagno di viaggio si rivela essere Giacomo Casanova (diretto alla sua ultima residenza, Dux in Boemia); un altro Thomas Paine, rivoluzionario, politico, intellettuale, considerato uno dei padri fondatori degli Stati Uniti d'America, senza contare un'austriaca, dama di compagnia di Maria Antonietta. Raggiungeranno i fuggitivi a Varennes dove l'avventura ha termine.

## Accoglienza
Ultimo soggetto di Sergio Amidei, cui il film stesso è dedicato. Gian Piero Brunetta nota come ne Il mondo nuovo vengano ripresi i motivi cari ad Amidei e Scola del viaggio picaresco collegando Ombre rosse e la fuga di Vittorio Emanuele III del luglio 1943 da Roma verso il sud a questa defezione del re Luigi XVI e del suo seguito verso Varennes-en-Argonne.
«Film da annoverare tra i capolavori del cinema italiano, ricco di umanità e di arguzia intellettuale, di vivacità creativa e di raffinatezza figurativa, Il mondo nuovo indica un "progetto cinematografico" (che proseguirà con Ballando ballando, La famiglia e Il viaggio di Capitan Fracassa) non da meno per ambizioni e significato di quello rosselliniano degli anni '60».

## Riconoscimenti
- 1982 - Festival di Cannes
  - Candidatura Palma d'oro a Ettore Scola
- 1983 - David di Donatello
  - Migliore sceneggiatura a Sergio Amidei e Ettore Scola
  - Migliore scenografia a Dante Ferretti
  - Migliori costumi a Gabriella Pescucci
  - Candidatura Miglior film a Ettore Scola
  - Candidatura Miglior regista a Ettore Scola
  - Candidatura Miglior produttore a Renzo Rossellini
  - Candidatura Migliore attore protagonista a Marcello Mastroianni
  - Candidatura Migliore fotografia a Armando Nannuzzi
  - Candidatura Miglior montaggio a Raimondo Crociani
  - Candidatura Miglior colonna sonora a Armando Trovajoli
- 1983 - Nastro d'argento
  - Candidatura Regista del miglior film a Ettore Scola
  - Candidatura Migliore sceneggiatura a Sergio Amidei e Ettore Scola
  - Candidatura Migliore attore protagonista a Marcello Mastroianni
  - Candidatura Migliore attrice non protagonista a Laura Betti
  - Candidatura Migliore scenografia a Dante Ferretti
  - Candidatura Migliori costumi a Gabriella Pescucci
  - Candidatura Miglior colonna sonora a Armando Trovajoli